# Ellie Greenwich
Eleanor Louise "Ellie" Greenwich (født 23. oktober 1940, død 26. august 2009) var en amerikansk sangskriver, musikproducer og sanger. Hun var især i 1960'erne medansvarlig for en lang række hits som sangskriver, heriblandt "Be My Baby", "Da Doo Ron Ron", "Leader of the Pack" og "River Deep – Mountain High".
Ellie Greenwich blev født i Brooklyn i New York, og som barn fik hun undervisning i harmonikaspil. Snart begyndte hun at spille på klaver også, og det var med hjælp af dette, at hun skrev sine første sange som teenager. I high school var hun med i en popgruppe, og som syttenårig i college fik hun mulighed for at indspille sin første plade, hvortil hun benyttede navnet Ella Gaye.
I nogle år havde Greenwich skrevet sange med skiftende partnere lige som hun havde sunget kor på en række pladeindspilninger. Da hun i 1962 blev gift med vennen gennem flere år, Jeff Barry, og herefter skrev hun udelukkende sange sammen med ham. I løbet af få år skrev parret en række af de store hits, der både skabte og befæstede musiknavne i tiden som The Ronettes ("Baby I Love You", "Be My Baby"), The Crystals ("Then He Kissed Me"), The Shangri-Las ("Leader of the Pack") og Manfred Mann ("Do Wah Diddy Diddy"). 
Ægteskabet holdt imidlertid ikke mere end et par år, og selv om parret fortsatte lidt længere med at samarbejde om blandt andet den nyfundne stjerne Neil Diamond, lige som de skrev sange til The Ronettes ("I Can Hear Music") samt Ike og Tina Turner ("River Deep, Mountain High"). I 1967 oprettede Greenwich sammen med Mike Rashkow pladeselskabet Pineywood Records, og Rashkow og Greenwich indledte et parløb om at skrive sange og producere plader. I den sammenhæng udgave Ellie Greenwich også selv et album med titlen Ellie Greenwich Composes, Produces and Sings, der gav hende et par mindre hits. 
Samarbejdet med Rashkow sluttede i 1971, og senere samarbejdede Greenwich med forskellige andre sangskrivere, bl.a. Ellen Foley. Det gav hits til navne som Nona Hendryx og Cyndi Lauper. I 1984 blev der lavet en musical med titlen Leader of the Pack baseret på hendes hits fra 1960'erne og hendes liv, og hun medvirkede selv i en opsætning i New York. Musicalen blev opsat adskillige steder i verden, og Greenwich deltog selv i mange af disse opsætninger.
I 1991 blev Greenwich og Barry optaget i Songwriters Hall of Fame.

## Ekstern kilde
1. ↑  Torben Bille (2009-08-28). "Berømt amerikansk popsmed er død". Politiken. Arkiveret fra originalen 29. august 2009. Hentet 2009-09-10.